# Dievturība

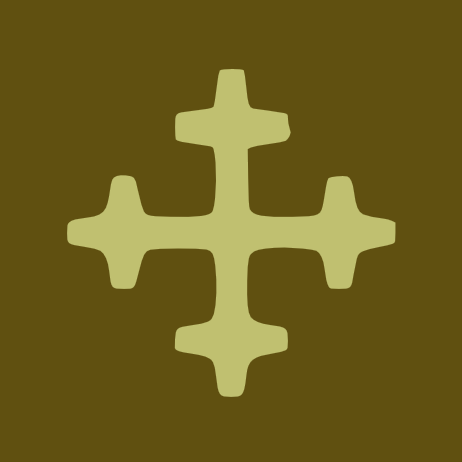
Le symbole utilisé par les Dievturi.

Le Dievturība est un mouvement néopaïen letton. Il se veut le renouveau de la religion des Lettons avant leur christianisation au XIIIe siècle. Ses membres se nomment les Dievturi (singulier Dievturis), littéralement « les gardiens de Dievs » ou « les personnes qui vivent en harmonie avec Dievs ».
Le mouvement dievturi fut fondé en 1925 par Ernests Brastiņš (lv). Il fut interdit par les Soviétiques avant de revivre ensuite. Officiellement, environ 650 personnes en sont membres.

## Histoire

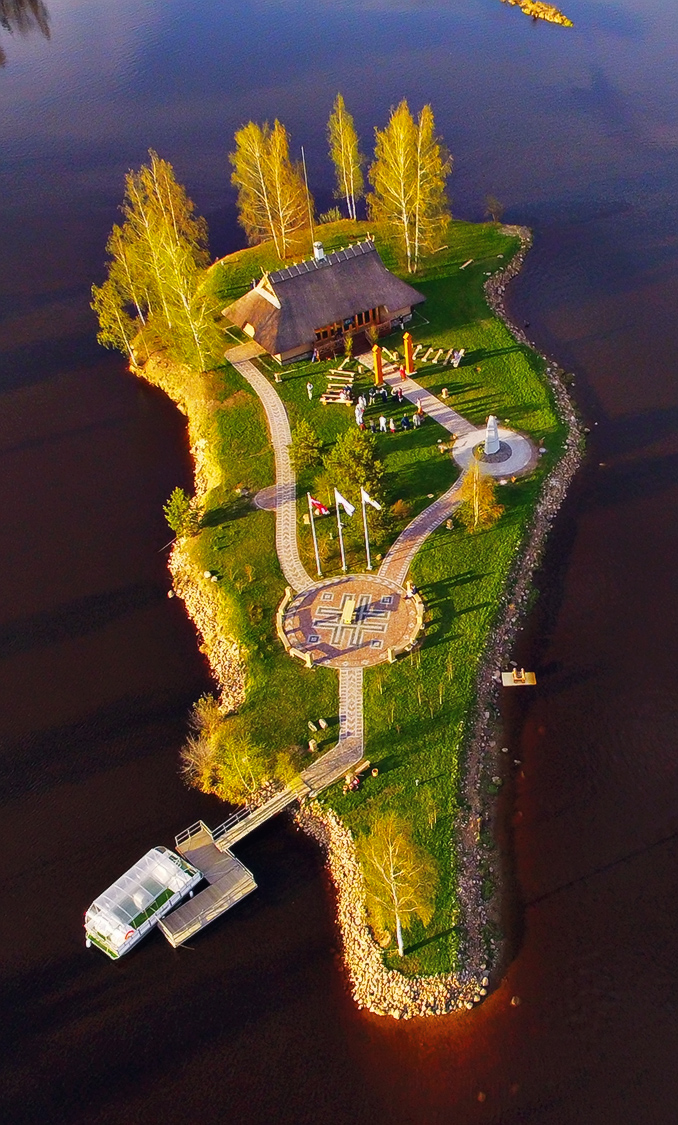
Lokstene Temple de Dievturi

Créé comme un mouvement reconstructionniste, le Dievturība se fonda sur la mythologie lettonne, les vieilles chansons (les dainas) et le folklore. Par nécessité, le Dievturība différa de la religion lettonne originelle. Par exemple, il n'y a aucune preuve que les anciens Lettons croyaient en une trinité de déités, quand les modernes en reconnaissent une, composée de Dievs, Māra et Laima.
Les travaux de Ernests Brastiņš figurent parmi les principales inspirations du Dievturība.

## Croyances
Le Dievturība est essentiellement une religion panthéiste. Les autres déités sont soit d'autres aspects de Dievs (l'univers, la réalité ultime), soit des esprits non déifiés. Dans la théologie dievturie, plusieurs triumvirats de divinités ou de concepts sont reconnus.
- les dieux du destin, le premier triumvirat
  - Dievs : le dieu originel dont émanent les autres dieux
  - Laima
  - Māra
- les déesses de l'eau
  - Jūras māte
  - Ūdens māte
  - Upes māte

## L'âme
- Forme humaine
  - velis : le corps astral
  - miesa : la forme physique
  - dvēsele : l'âme

La différence entre la dvēsele et la velis est subtile. La dvēsele est éternelle, elle vient de Dievs et retournera à lui après la mort de la miesa. La velis reste près du corps, disparaissant petit à petit, tel un fantôme. La fin de l'automne et le début de l'hiver marque le temps du souvenir des ancêtres morts : durant l'automne, les dievturi leur font des offrandes de nourriture

## Source de la traduction
- (en) Cet article est partiellement ou en totalité issu de l’article de Wikipédia en anglais intitulé « Dievturība » (voir la liste des auteurs).